# Chen Liting
Chen Liting (en chino simplificado, 陈鲤庭; pinyin, Chén Lǐtíng; Shanghái, 20 de octubre de 1910 – Shanghái, 27 de agosto de 2013) fue un dramaturgo, director de teatro y cine, guionista y teórico del cine chino. Fue uno de los directores de cine y guionistas más destacados de la China precomunista, junto con Shi Dongshan, Cai Chusheng y Zheng Junli. Su película más famosa fue Mujeres lado a lado (1949).
Chen fue abandonado cuando era apenas un bebé y luego perdió a sus dos padres adoptivos durante la primera infancia. Antes de convertirse en director de cine, trabajó principalmente en teatro. Su obra patriótica Baja tu látigo fue muy influyente y se representó innumerables veces durante la invasión japonesa de China. Durante la guerra también realizó una famosa puesta en escena de la obra de Qu Yuan, y escribió uno de los primeros libros chinos sobre teoría cinematográfica.
Después de principios de la década de 1950, los intentos de Chen de hacer cine fueron frustrados repetidamente por el gobierno de la República Popular China por razones políticas. Trabajó como gerente general de Tianma Film Studio antes de ser encarcelado durante la Revolución Cultural. Después de su rehabilitación al final del período, pasó tres años realizando la película histórica Da Feng Ge, pero se retiró después de que esta película también fuera cancelada debido a motivos políticos.

## Biografía

### Infancia y juventud
Chen Liting nació en Shanghái el 20 de octubre de 1910, fue abandonado cuando era un bebé y adoptado por unos padres adoptivos. Sin embargo, perdió a su padre adoptivo a la edad de cuatro años, y tres años después también murió su madre adoptiva. Por lo que fue criado por su tío, el hermano de su padre adoptivo. Asistió a un internado en Jiangyin a la edad de 12 años y en 1924 ingresó a la escuela secundaria Chengzhong en Shanghái.
Mientras estudiaba secundaria en Chengzhong, fue influenciado por el surgimiento del drama moderno posterior al 4 de mayo. En 1928 ingresó en la Universidad de Daxia (predecesora de la Universidad Normal de China Oriental) en Shanghái, donde tradujo, dirigió y actuó en The Rising of the Moon, una obra de teatro de la dramaturga irlandesa Lady Gregory. Fue la primera producción china de esta obra.

### Baja tu látigo

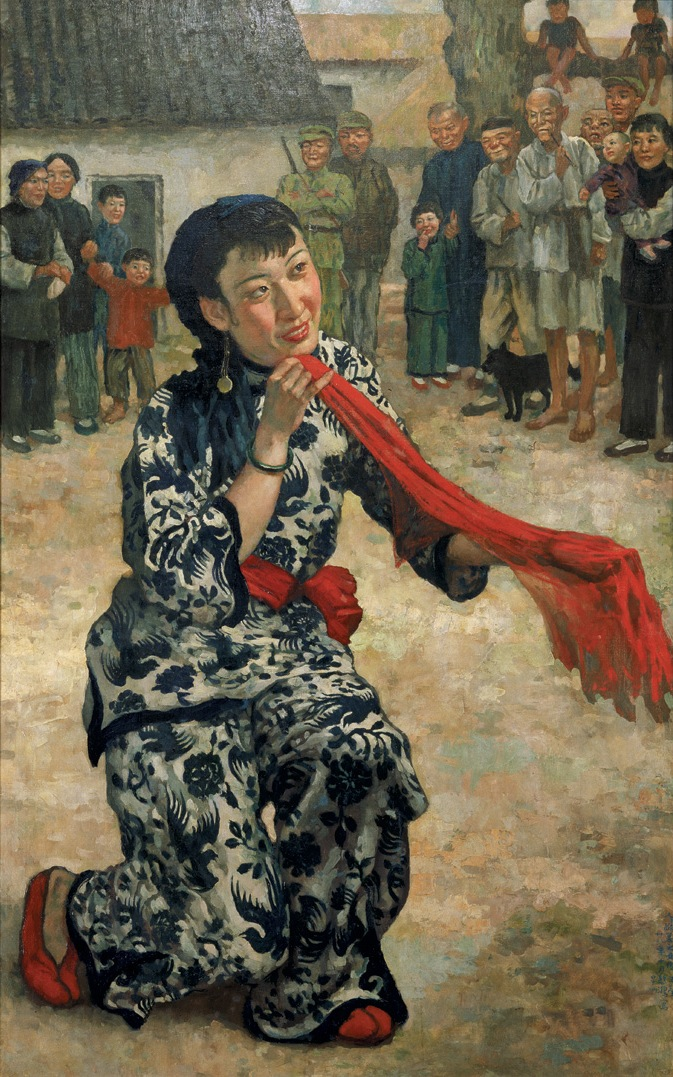
Pintura al óleo de Xu Beihong de 1939 de una representación de la obra interpretada por la actriz Wang Ying.

Después de completar sus estudios universitarios, trabajó como maestro de escuela primaria en el condado rural de Nanhui, en las afueras de Shanghái. A finales de 1931, escribió la obra patriótica Baja tu látigo (también traducida como Deja tu látigo), inspirada en Meiniang, una obra anterior escrita por el dramaturgo Tian Han. Baja tu látigo se volvió extremadamente influyente y se representó innumerables veces en China durante la segunda guerra sino-japonesa. La obra fue puesta en escena tanto por artistas aficionados como por actores famosos. La actriz Wang Ying incluso interpretó una versión en inglés de la obra en la Casa Blanca para el presidente Franklin D. Roosevelt y su esposa. La futura Madame Mao, entonces conocida como Li Yunhe, también estuvo entre los muchos artistas que interpretaron esta obra de teatro. La obra ha sido descrita en los medios chinos como una «bomba atómica espiritual» contra los invasores japoneses. También inspiró pinturas famosas de los artistas Xu Beihong y Situ Qiao.

### Segunda guerra sino-japonesa
Regresó a Shanghái en 1932, donde trabajó escribiendo críticas de películas y tradujo libros soviéticos sobre cine al chino. Después de que los japoneses invadieran China en 1937, se unió al movimiento de resistencia y se desempeñó como líder de la cuarta brigada de la Compañía Dramática de Salvación de Shanghái, que representó numerosas obras de teatro callejeras patrióticas, incluida su gran éxito Baja tu látigo. La compañía huyó de Shanghái antes de que cayera en manos de los japoneses, viajando y actuando durante los siguientes tres años en duras condiciones a través del centro y suroeste de China.
En 1941, llegó a Chongqing, la capital de China durante la guerra, donde se unió al China Film Studio y al Central Cinematography Studio dirigidos por el gobierno nacionalista. Sin embargo, trabajó principalmente en teatro, dirigiendo obras escritas por escritores como Wu Zuguang, Xia Yan y Chen Baichen. Su contribución más importante durante la guerra fue la puesta en escena de Qu Yuan, una famosa obra de 1942 de Guo Moruo. En 1942, también publicó Reglas del cine, que se considera el primer libro completo chino sobre teoría del cine.

### Posguerra

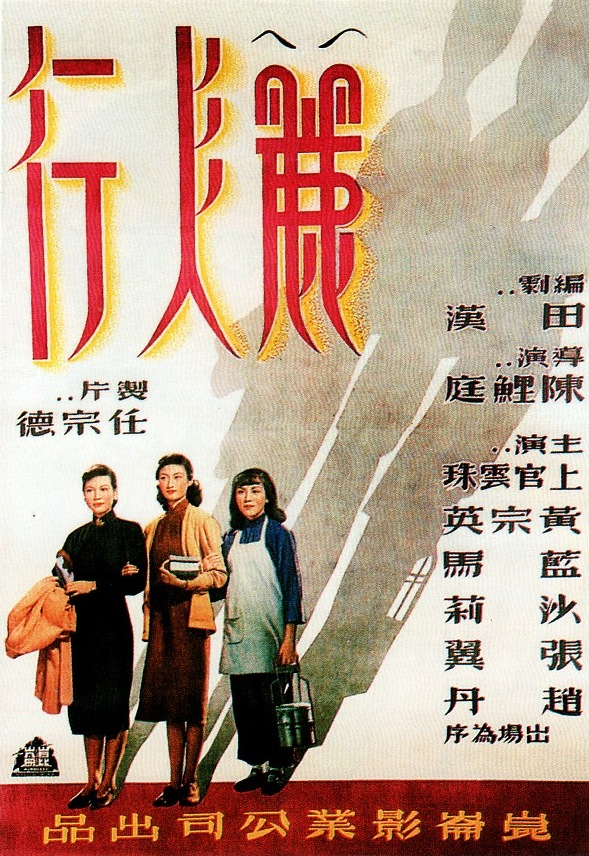
Póster de promoción de la película Mujeres lado a lado de 1949

Después de la rendición japonesa en 1945, regresó a Shanghái y se unió al China Film N.º 2 Studio que fue recientemente establecido por el gobierno nacionalista. Escribió y dirigió la película Amor lejano, cuyo estreno en el Teatro Huanghou de Shanghái el 18 de enero de 1947 fue considerado un hito en la historia del cine chino de la posguerra. La película estaba protagonizada por destacados actores y actrices como Zhao Dan, Qin Yi y Wu Yin, y el Ministerio de Defensa puso a soldados uniformados bajo el mando de Chen para la filmación. Fue el primero de una serie de epopeyas controvertidas sobre la agitación social causada por la guerra. A finales de 1947, hizo otra película, Rapsodia de la felicidad, escrita por Chen Baichen.
A principios de 1949, después de mudarse a Kunlun Film Company, un nuevo estudio privado, Chen dirigió Mujeres lado a lado (también traducido como Tres Mujeres o Mujeres Luchadoras), Chen y el famoso dramaturgo Tian Han coescribieron el guion. La película es la más famosa y se considera su obra maestra.

### República Popular de China
Después de la fundación de la República Popular China en 1949, Chen dirigió dos películas más: Ineludible (1950) y El trabajo es hermoso (1951). Pero trabajó principalmente en puestos administrativos, sirviendo como miembro del Congreso Nacional del Pueblo y gerente general de Tianma Film Studio desde 1957 hasta 1966.
En la década de 1950, fue nombrado director de la película Li Shizhen. Sin embargo, debido a su insistencia en que el director, en lugar de los administradores del gobierno, tuviera el control artístico, fue despedido y la película dirigida por su amigo Shen Fu.
A principios de la década de 1960, pasó tres años preparándose para realizar una película sobre la vida del escritor Lu Xun, protagonizada por Zhao Dan, Yu Lan y Sun Daolin, pero la película fue cancelada por el Secretario del Comité del Partido Comunista Chino de Shanghái, Ke Qingshi, por razones políticas.
Como muchos otros intelectuales, Chen fue encarcelado durante la Revolución Cultural (1966-1976). Luego de ser rehabilitado al final del período, volvió a trabajar para el Shanghai Film Studio, donde fue responsable de la calidad artística. Él y Chen Baichen trabajaron juntos durante tres años para hacer la película histórica Da Feng Ge, basada en las intrigas del palacio de la emperatriz Lü de la dinastía Han, después de la muerte del emperador Gaozu. Sin embargo, la película fue nuevamente cancelada por políticos de alto rango, ya que recordaba excesivamente las luchas políticas posteriores a la muerte del presidente Mao Zedong. Chen Baichen sufrió un infarto al enterarse de la cancelación de la película, mientras que Chen Liting, que entonces tenía casi 70 años, se retiró del cine.
En 2008, China Film Publishing House publicó la biografía de Chen Liting escrita por Xia Yu (夏瑜), titulada Amor lejano, en honor a su película. El presidente chino, Hu Jintao, le otorgó un premio por hacer «contribuciones excepcionales al arte del drama».
En la mañana del 27 de agosto de 2013, Chen Liting murió en el Hospital Huadong en Shanghái a la edad de 102 años.

## Familia
Chen Liting se casó con Mao Yinfen (毛吟芬) durante el periodo conocido como el Gran Salto Adelante. Después de casi 40 años de matrimonio, su esposa murió el 18 de septiembre de 1998. La pareja tuvo una hija llamada Chen Maoni (陈毛妮), que emigró a los Estados Unidos.